# Norman Page
Norman Page (Nottingham, Nottinghamshire, 1876  – Londres, 4 de julho de 1935) foi um ator de cinema britânico, conhecido por sua interpretação de David Lloyd George, Primeiro-ministro durante a Primeira Guerra Mundial, no filme de 1918 The Life Story of David Lloyd George.

## Filmografia
- The Life Story of David Lloyd George (1918)
- The Elusive Pimpernel (1919)
- Bleak House (1920)
- The Yellow Claw (1921)
- The Card (1922)
- Out to Win (1923)
- The Sign of Four (1923)